# ヘクラン・クリエジウ
ヘクラン・クリエジウ（ドイツ語: Hekuran Kryeziu、1993年2月12日 - ）は、スイス・ルツェルン出身のコソボ人サッカー選手。FCヴィンタートゥール所属。ポジションはMF。元コソボ代表。

## 経歴

### クラブ
ユース時代、SCクリエンスのU-18で1年プレーして後、FCルツェルンⅡに移籍。2011-12シーズンからFCルツェルンのトップチームでプレー。
2014-15シーズンはFCファドゥーツに1年レンタル移籍した。2015年夏以降はFCルツェルンでプレーする。2016年2月2日、2018年6月まで契約延長。
2018年5月28日、同リーグのFCチューリッヒへの移籍が発表された。2021年6月30日までの3年契約を結んだ。
2022年7月19日、FCヴィンタートゥールに移籍し、2年契約を交わした。

### 代表
U-17からU-21までスイス代表として様々なユースの国際試合でプレー。
2016年6月3日、コソボ代表としてフェロー諸島代表との親善試合でデビューを果たす。
2016年9月5日、2018 FIFAワールドカップ・予選のフィンランド戦でコソボ代表としてフル出場。結果は1-1の引き分け。コソボ代表史上、2018 FIFAワールドカップ・予選に参加した最初の「第1試合目」であった。

## タイトル

### FCファドゥーツ
- 2015年、リヒテンシュタイン・カップ優勝